# A Lonely Place to Die
A Lonely Place to Die – brytyjski thriller z 2011 roku w reżyserii Juliana Gilbeya, z Melissą George i Karelem Rodenem w rolach głównych.

## Opis fabuły
Grupa alpinistów, prowadzona przez Alison i Roba, praktykuje wspinaczkę na najbardziej niebezpiecznym górzystym terenie Szkocji. W trakcie wyprawy znajdują ośmioletnią dziewczynkę, ukrytą w bunkrze pod ziemią. Przerażona, odwodniona i wygłodzona, pochodzi z Chorwacji i nie mówi po angielsku. Gdy alpiniści decydują się zabrać ją ze sobą i zawiadomić policję, nie spodziewają się makabrycznych konsekwencji. Okazuje się, że dziewczynka była ofiarą handlu ludźmi, a jej porywacze zrobią wszystko, by ją odzyskać.

## Obsada
- Melissa George − Alison
- Ed Speleers − Ed
- Garry Sweeney − Alex
- Kate Magowan − Jenny
- Holly Boyd − Anna
- Alec Newman − Rob
- Eamonn Walker − Andy
- Karel Roden − Darko
- Sean Harris − pan Kidd
- Stephen McCole − pan Mcrae
- Paul Anderson − Chris

## Nagrody i wyróżnienia
- 2011, Chicago International Film Festival:
  - nagroda Silver Hugo w kategorii After Dark Competition (nagrodzony: Julian Gilbey)
- 2011, Toronto After Dark Film Festival:
  - Nagroda Specjalna w kategorii najlepsze zdjęcia (Ali Asad)
  - Nagroda Specjalna w kategorii najlepszy film akcji − wybór fanów (Julian Gilbey)
  - Nagroda Specjalna w kategorii najlepsze zdjęcia − wybór fanów (Ali Asad)
  - Nagroda Specjalna w kategorii najbardziej ekscytujący film − wybór fanów (Julian Gilbey)
- 2011, Austin Fantastic Fest:
  - nagroda Horror Jury Prize w kategorii najlepszy aktor w filmie fabularnym (Sean Harris)